# Seemann
Singles de Rammstein
Du riechst so gut Engel
Pistes de Herzeleid
Asche zu Asche Du riechst so gut
Seemann (marin en allemand) est une chanson de Rammstein, sortie en tant que deuxième single de leur premier album, Herzeleid, en 1996.
De par son aspect proche de la power ballad, cette chanson diffère du reste de l'album.

## Performances scéniques
C'est à Saalfeld, en Allemagne, qu'a lieu la première performance connue à ce jour de Seemann, lors du réveillon 1994-1995.
Seemann est jouée sur la majorité des concerts du Herzeleid Tour. C'est lors de cette tournée et du Sehnsucht Tour, où elle continue d'apparaître, généralement pour terminer le concert, qu'une tradition des concerts futurs de Rammstein est inaugurée : le claviériste Christian Lorenz qui s'essaye le plus souvent à cet exercice (bien que Paul Landers, Richard Kruspe, Oliver Riedel et, une fois, Till Lindemann s'y sont essayés) se place dans un petit bateau gonflable et navigue dans la fosse sur ce bateau (dont le surnom officieux est Raftstein). La partie amusante est le fait qu'il n'y ait aucun moyen de pilotage, c'est donc le public lui-même qui doit guider le bateau et donc, guider Flake dans son petit tour de la fosse avant qu'il ne remonte sur scène. C'est une performance qui sera gardée pour d'autres chansons telles que Stripped lors du Reise, Reise Tour ou encore Haifisch lors du Liebe Ist Für Alle Da Tour. (Exemple de tour de la fosse)
Le groupe arrête de jouer la chanson après une performance donnée à Los Angeles, le 23 juin 1999. Ce n'est que 10 ans plus tard qu'elle réapparaît dans les setlists du groupe, lorsqu'elle est jouée lors d'une poignée de concerts du Liebe Ist Für Alle Da Tour. Elle n'est pas présente sur la tournée Made in Germany de 2012-2013, mais fait un deuxième retour dans les concerts de 2016 et 2017.

## Clip vidéo
Le clip a été réalisé par Laszlo Kadar , qui était jusque-là un petit réalisateur de pubs (dans le making-of de la vidéo , Till Lindemann cite une pub pour une bière que Laszlo a réalisée bien avant le clip de Seemann). Il a été tourné à Hambourg en décembre 1995, et c'est le 8 janvier 1996 qu'il est diffusé pour la première fois. Le clip s'ouvre par le plan d'une zone sableuse et l'apparition mystère d'un bateau semblant prisonnier du sable, tandis que Till se relève et qu'Oliver commence les arpèges à la basse du début de la chanson.
La vidéo montre Lindemann en tant que chef du bateau et Christoph Schneider, Richard Kruspe, Paul Landers ainsi qu'Oliver Riedel constituant son équipage. Les quatre sont montrés en train d'essayer de sortir le bateau de Till du sable, tandis que ce dernier reste sur la proue du bateau. Flake apparaît aux côtés de Till costumé en une sorte de monstre ou d'esprit, étant donné que personne ne semble se douter de sa présence. À la fin, les matelots décident d'attacher Till sur le devant du bateau, qui part en flammes. Ces plans sont alternés avec d'autres plans, plus courts et furtifs semblant presque des flashs, montrant une jeune femme (une prostituée, si on en croit ce que dit Richard Kruspe dans le making-of) se promenant dans la ville, vêtue d'une robe blanche ou de vêtements noirs.

## Pistes
1. "Seemann" - 4:48
2. "Der Meister" - 5:10
3. "Rammstein in the House" (Timewriter-RMX) – 6:26

## Reprises

### Reprise d'Apocalyptica
Apocalyptica, groupe finlandais s'adonnant au mélange entre métal et musique classique, fait figurer dans son album d'octobre 2003, Reflections, une reprise de Seemann, où figure la chanteuse Nina Hagen. La reprise est sortie en single le 6 octobre 2003. Le mixage et l'enregistrement ont été réalisés par Mikko Raita.

### Autres reprises
Seemann a également été interprétée par le groupe Rummelsnuff  avec Roger Baptist au chant et un accordéon en accompagnement .

### Pistes
1. "Seemann" (Radio Edit) - 4:03
2. "Seemann" (Album Version) - 4:43
3. "Heat" - 3:24
4. "Faraway" - 3:31 (n'est pas présente sur toutes les versions)